# Columnea hirsuta
Columnea hirsuta är en tvåhjärtbladig växtart som beskrevs av Olof Swartz. Columnea hirsuta ingår i släktet Columnea och familjen Gesneriaceae. Inga underarter finns listade i Catalogue of Life.